# Durocortorum

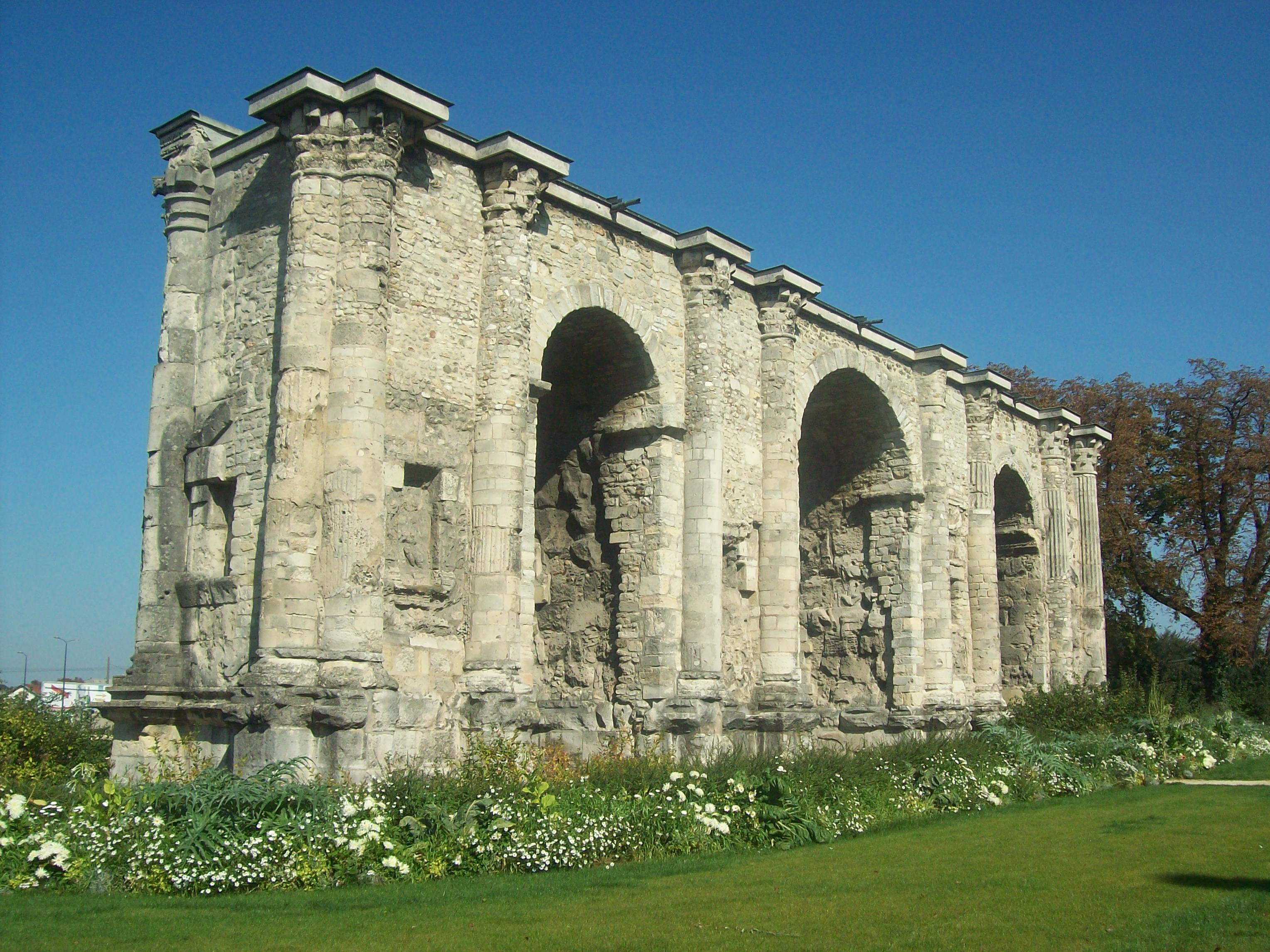
Porta da Marte

Durocortorum, oggi Reims, era una città romana nella provincia di Gallia Belgica. Era la città più importante dei Remi, un popolo celtico che si era sottomesso a Giulio Cesare.
Durocortorum era la capitale della provincia di Belgica. Sette strade giungevano a Durocortorum  rispettivamente da Camaracum (Cambrai), Augusta Treverorum (Treviri), Divodorum (Metz), Tullum Leucorum (Toul), Catalaunum (Châlons-en-Champagne) e due strade ad Augusta Suessionum (Soissons).